# Agapit Goratchek

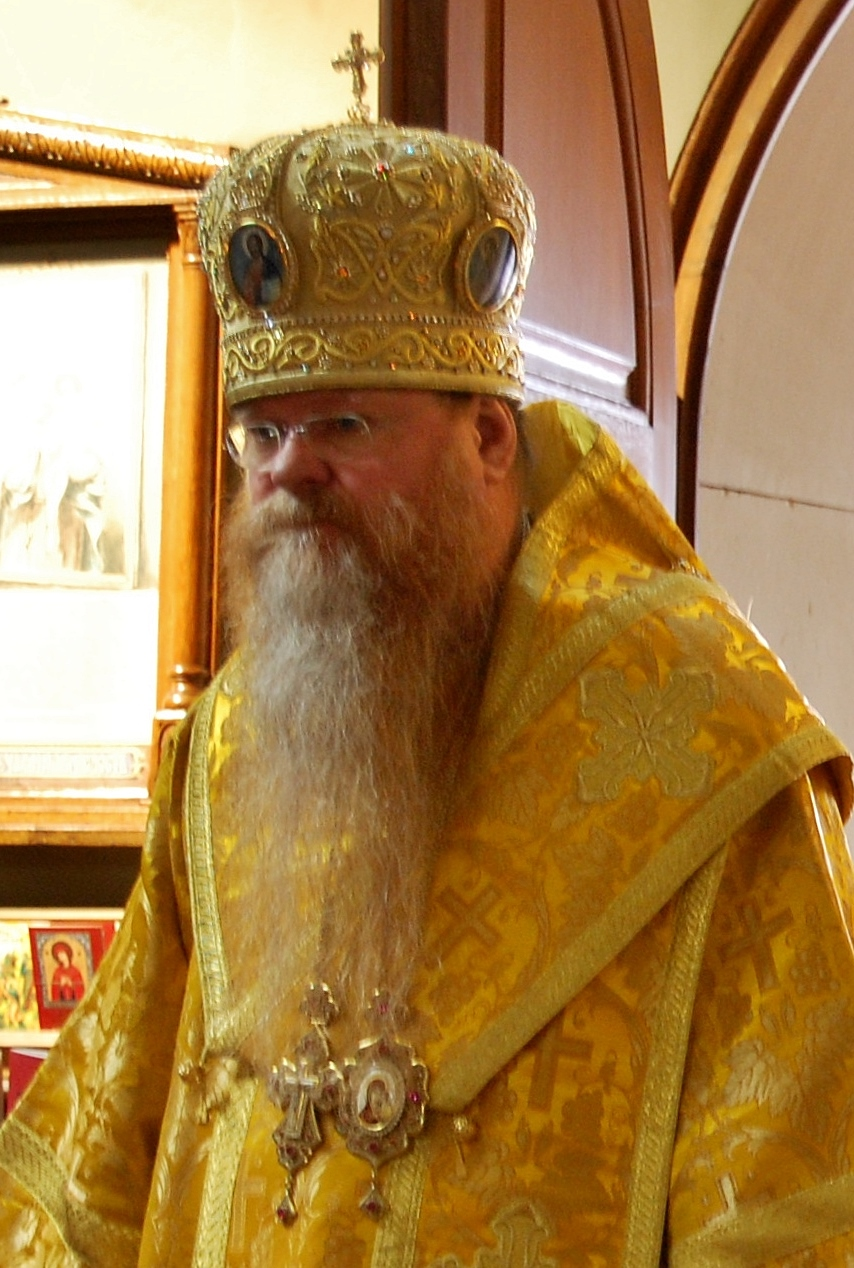
Bischof Agapit (2013)

Erzbischof Agapit (russisch Архиепископ Агапит, weltlicher Name Alexander Wladimirowitsch Gorachek (so die Schreibweise im Pass), russisch Александр Владимирович Горачек; * 25. September 1955 in Frankfurt am Main; † 28. Mai 2020 in München) war russisch-orthodoxer Bischof von Stuttgart und gehörte zur Jurisdiktion der Russischen Orthodoxen Kirche im Ausland. Er war ferner Vikar der Russischen Orthodoxen Diözese des orthodoxen Bischofs von Berlin und Deutschland.

## Leben
Bischof Agapit war russischer Nationalität. Fälschlich wird ihm aufgrund seines Familiennamens oft die tschechische Nationalität zugeschrieben. Tatsächlich war aber nur sein Großvater väterlicherseits Tscheche, der aber in Russland gearbeitet und dort eine Familie gegründet hat.
An der Universität Darmstadt studierte Bischof Agapit zunächst Architektur. 1979 trat er aber in das Kloster des Heiligen Hiob von Potschajew in München ein. Am 29. März 1983 erhielt er die Tonsur. Am 25. Dezember 1983 wurde er zum Mönchsdiakon geweiht und wurde später zum Erzdiakon erhoben. Am 8. April 1991 erfolgte seine Weihe zum Priestermönch. 1995 wurde er in den Rang eines Abtes erhoben.
Im Oktober 2000 entschied die Bischofssynode der Russischen Orthodoxen Kirche im Ausland, dass Agapit zum Weihbischof von Stuttgart, der Vikarbischof der Russischen Orthodoxen Diözese von Berlin und Deutschland geweiht werden solle. Daraufhin wurde am 1. Mai 2001 die Bischofskonsekration in der Kathedrale des heiligen Neumärtyrer und Bekenner in München vorgenommen. Die Weihe nahmen Erzbischof Laurus Schkurla von Syracuse und Holy Trinity (USA), Erzbischof Mark Arndt von Deutschland und Großbritannien, Erzbischof Hilarion Kapral von Australien und Neuseeland, Bischof Jewtichi Kurotschkin von Ischim und Sibirien und Bischof Ambrosius Cantacuzène von Genf vor. Am 13. Juni 2017 wurde Bischof Agapit durch das Bischofskonzil, das im Frauenkloster der hl. Neumärtyrerin und Großfürstin Elisabeth in Buchendorf bei München tagte, zum Erzbischof erhoben.
Neben seinen Diensten als Vikar der deutschen Diözese unterstützte Bischof Agapit bis zum Jahr 2006 als Vikar auch Bischof Ambrosius bei der Verwaltung und seelsorglichen Betreuung der Pfarreien in Belgien, den Niederlanden und Luxemburg.
Er starb am 28. Mai 2020 um 1:40 an den Folgen einer Herzkrankheit, an der er in den letzten Jahren seines Lebens gelitten hatte.